# Huitième circonscription du Val-d'Oise
La huitième circonscription du Val-d'Oise est l'une des dix circonscriptions législatives françaises que compte le département du Val-d'Oise (95) situé en région Île-de-France.

## Délimitation de la circonscription

Carte de la huitième circonscription du Val d'Oise de 1986 à 2012

La huitième circonscription du Val-d'Oise est délimitée par le découpage électoral de la loi n°86-1197 du 24 novembre 1986, elle regroupe les divisions administratives suivantes : cantons de Garges-lès-Gonesse Est, Garges-lès-Gonesse Ouest, Sarcelles Nord-Est, Villiers-le-Bel, Arnouville.
D'après le recensement général de la population en 1999, réalisé par l'Institut national de la statistique et des études économiques (Insee), la population totale de cette circonscription est estimée à 108 050 habitants,.

## Historique des députations
| Législature | Début de mandat  | Fin de mandat    | Député                                                        | Parti politique | Observations |
| ----------- | ---------------- | ---------------- | ------------------------------------------------------------- | --------------- | --- |
| IXe         | 13 juin 1988     | 16 juin 1991     | Dominique Strauss-Kahn                                        | PS              | Remplacé par son suppléant après sa nomination comme Ministre déléguée à l'Industrie et au Commerce extérieur au sein du gouvernement Cresson. |
| IXe         | 17 juin 1991     | 1er avril 1993   | Bernard Angels                                                | PS              | Remplacé par son suppléant après sa nomination comme Ministre déléguée à l'Industrie et au Commerce extérieur au sein du gouvernement Cresson. |
| Xe          | 2 avril 1993     | 21 avril 1997    | Pierre Lellouche,                                             | RPR,            | Mandat écourté à la suite d'une dissolution parlementaire décidée par Jacques Chirac.                                                          |
| XIe         | 12 juin 1997     | 18 juin 2002     | Dominique Strauss-Kahn puis Raymonde Le Texier, sa suppléante | PS              | Mandat du 01/06/1997 (élections générales) au 04/07/1997 (Nomination comme membre du Gouvernement)                                             |
| XIIe        | 19 juin 2002     | 19 juin 2007     | Dominique Strauss-Kahn,                                       | PS,             | |
| XIIIe       | 20 juin 2007     | 15 décembre 2007 | Dominique Strauss-Kahn                                        | PS              | Démissionnaire en 2007, à la suite de son élection comme directeur général du FMI                                                              |
| XIIIe       | 16 décembre 2007 | 19 juin 2012     | François Pupponi                                              | PS              | Démissionnaire en 2007, à la suite de son élection comme directeur général du FMI                                                              |
| XIVe        | 20 juin 2012     | 20 juin 2017     | François Pupponi                                              | PS              | |
| XVe         | 21 juin 2017     | 21 juin 2022     | François Pupponi                                              | PS puis TdP     | |
| XVIe        | 22 juin 2022     | 9 juin 2024      | Carlos Martens Bilongo                                        | LFI             | Mandat écourté à la suite d'une dissolution parlementaire décidée par Emmanuel Macron.                                                         |
| XVIIe       | 8 juillet 2024   | En cours         | Carlos Martens Bilongo                                        | LFI             | |

## Historique des élections

### Élections de 1988
| Candidat       | Candidat                             | Parti          | Premier tour | Premier tour | Second tour | Second tour |  |
| Candidat       | Candidat                             | Parti          | Voix         | %            | Voix        | %           |  |
| -------------- | ------------------------------------ | -------------- | ------------ | ------------ | ----------- | ----------- |  |
|                | Dominique Strauss-Kahn sortant réélu | PS             | 9 868        | 36,97        | 17 375      | 60,87       |  |
|                | Robert Desnoyelle                    | RPR (URC)      | 6 032        | 22,6         | 11 168      | 39,13       |  |
|                | Marie-Claude Beaudeau                | PCF            | 5 557        | 20,82        |             |             |  |
|                | Roger Éliman                         | FN             | 4 754        | 17,81        |             |             |  |
|                | Guy Guioubly                         | Extrême gauche | 483          | 1,81         |             |             |  |
|                |                                      |                |              |              |             |             |  |
| Inscrits       | Inscrits                             | Inscrits       | 50 604       | 100,00       | 50 594      | 100,00      |  |
| Abstentions    | Abstentions                          | Abstentions    | 23 414       | 46,27        | 21 147      | 41,8        |  |
| Votants        | Votants                              | Votants        | 27 190       | 53,73        | 29 447      | 58,2        |  |
| Blancs et nuls | Blancs et nuls                       | Blancs et nuls | 496          | 1,82         | 904         | 3,07        |  |
| Exprimés       | Exprimés                             | Exprimés       | 26 694       | 98,18        | 28 543      | 96,93       |  |

Bernard Angels, principal de collège, maire d'Écouen était le suppléant de Dominique Strauss-Kahn. Du 17 juin 1991 au 1er avril 1993, Bernard Angels remplaça Dominique Strauss-Kahn, nommé membre du gouvernement.

### Élections de 1993
| Candidat       | Candidat                       | Parti          | Premier tour | Premier tour | Second tour | Second tour |  |
| Candidat       | Candidat                       | Parti          | Voix         | %            | Voix        | %           |  |
| -------------- | ------------------------------ | -------------- | ------------ | ------------ | ----------- | ----------- |  |
|                | Pierre Lellouche élu           | RPR            | 7 831        | 27,7         | 14 330      | 51,22       |  |
|                | Dominique Strauss-Kahn sortant | PS (ADFP)      | 6 087        | 21,53        | 13 648      | 48,78       |  |
|                | Jean-Pierre Girod              | FN             | 5 226        | 18,49        |             |             |  |
|                | Henri Cukierman                | PCF            | 3 850        | 13,62        |             |             |  |
|                | Fanny Mergui                   | GÉ (EÉ)        | 1 533        | 5,42         |             |             |  |
|                | Guy Corre                      | UDF (PR)       | 1 528        | 5,41         |             |             |  |
|                | Christine Gaudot               | LT-LNÉ         | 908          | 3,21         |             |             |  |
|                | Dominique Blondel              | SÉGA           | 486          | 1,72         |             |             |  |
|                | Mohamed El Marbati             | LO             | 388          | 1,37         |             |             |  |
|                | Roger Anglo                    | Régionaliste   | 277          | 0,98         |             |             |  |
|                | Philippe Lavaud                | AP             | 154          | 0,54         |             |             |  |
|                |                                |                |              |              |             |             |  |
| Inscrits       | Inscrits                       | Inscrits       | 46 751       | 100,00       | 46 670      | 100,00      |  |
| Abstentions    | Abstentions                    | Abstentions    | 17 355       | 37,12        | 16 707      | 35,8        |  |
| Votants        | Votants                        | Votants        | 29 396       | 62,88        | 29 963      | 64,2        |  |
| Blancs et nuls | Blancs et nuls                 | Blancs et nuls | 1 128        | 3,84         | 1 985       | 6,62        |  |
| Exprimés       | Exprimés                       | Exprimés       | 28 268       | 96,16        | 27 978      | 93,38       |  |

Nelly Olin, conseillère régionale, conseillère générale du canton de Garges-lès-Gonesse, était la suppléante de Pierre Lellouche.

### Élections de 1997
| Candidat       | Candidat                   | Parti          | Premier tour | Premier tour | Second tour | Second tour |  |
| Candidat       | Candidat                   | Parti          | Voix         | %            | Voix        | %           |  |
| -------------- | -------------------------- | -------------- | ------------ | ------------ | ----------- | ----------- |  |
|                | Dominique Strauss-Kahn élu | PS             | 10 055       | 36,62        | 16 967      | 59,65       |  |
|                | Michel Montaldo            | RPR            | 5 749        | 20,94        | 11 477      | 40,35       |  |
|                | Jean-Luc Vazeilles         | FN             | 5 517        | 20,1         |             |             |  |
|                | Lucette Lebeau             | PCF            | 2 711        | 9,87         |             |             |  |
|                | Jean-Pierre Gellee         | GÉ             | 687          | 2,5          |             |             |  |
|                | Raymond Strub              | LDI (MPF)      | 570          | 2,08         |             |             |  |
|                | Mohamed El Marbati         | LO             | 530          | 1,93         |             |             |  |
|                | Virginie Cohen             | LT-LNÉ         | 519          | 1,89         |             |             |  |
|                | Bruno Giuliani             | LCR            | 231          | 0,84         |             |             |  |
|                | René Herbez                | MÉI            | 207          | 0,75         |             |             |  |
|                | Anne-Cécile Mevel          | US4J           | 201          | 0,73         |             |             |  |
|                | Roger Anglo                | MDR            | 184          | 0,67         |             |             |  |
|                | Dominique Blondel          | AREV           | 171          | 0,62         |             |             |  |
|                | Stephan Lesoeur            | Divers gauche  | 104          | 0,38         |             |             |  |
|                | Nathalie Douay             | Divers         | 15           | 0,38         |             |             |  |
|                | Autres candidats           | Divers gauche  | 3            | 0,38         |             |             |  |
|                |                            |                |              |              |             |             |  |
| Inscrits       | Inscrits                   | Inscrits       | 45 826       | 100,00       | 45 824      | 100,00      |  |
| Abstentions    | Abstentions                | Abstentions    | 17 262       | 37,67        | 15 612      | 34,07       |  |
| Votants        | Votants                    | Votants        | 28 564       | 62,33        | 30 212      | 65,93       |  |
| Blancs et nuls | Blancs et nuls             | Blancs et nuls | 1 110        | 3,89         | 1 768       | 5,85        |  |
| Exprimés       | Exprimés                   | Exprimés       | 27 454       | 96,11        | 28 444      | 94,15       |  |

La suppléante de Dominique Strauss-Kahn était Raymonde Le Texier, conseillère générale du canton de Villiers-le-Bel, maire de Villiers-le-Bel, assistante sociale. Raymonde Le Texier remplaça Dominique Strauss-Kahn, nommé membre du gouvernement, du 5 juillet 1997 au 12 février 2001.

### Élection partielle de 2001
(à la suite de la démission de Raymonde Le Texier, afin de permettre à Dominique Strauss-Kahn de tenter de reprendre son mandat de député).
| Candidat                          | Candidat                   | Parti          | Premier tour | Premier tour | Second tour | Second tour |  |
| Candidat                          | Candidat                   | Parti          | Voix         | %            | Voix        | %           |  |
| --------------------------------- | -------------------------- | -------------- | ------------ | ------------ | ----------- | ----------- |  |
|                                   | Dominique Strauss-Kahn élu | PS             | 5 978        | 43,76        | 7 218       | 53,89       |  |
|                                   | Sophie Jacquest            | UDF            | 4 054        | 29,68        | 6 175       | 46,11       |  |
|                                   | Jean-Michel Dubois         | FN             | 1 498        | 10,94        |             |             |  |
|                                   | Lucette Lebeau             | PCF            | 1 197        | 8,76         |             |             |  |
|                                   | Mohamed el Marbati         | LO             | 501          | 3,66         |             |             |  |
|                                   | Jean Ménissez              | MNR            | 430          | 3,15         |             |             |  |
|                                   |                            |                |              |              |             |             |  |
| Inscrits                          | Inscrits                   | Inscrits       | 42 045       | 100,00       | 42 041      | 100,00      |  |
| Abstentions                       | Abstentions                | Abstentions    | 27 950       | 66,48        | 27 931      | 66,44       |  |
| Votants                           | Votants                    | Votants        | 14 095       | 33,52        | 14 110      | 33,56       |  |
| Blancs et nuls                    | Blancs et nuls             | Blancs et nuls | 437          | 3,1          | 717         | 5,08        |  |
| Exprimés                          | Exprimés                   | Exprimés       | 13 658       | 96,9         | 13 393      | 94,92       |  |
| Source : Le Monde du 3 avril 2001 |                            |                |              |              |             |             |  |

La suppléante de Dominique Strauss-Kahn était Raymonde Le Texier.

### Élections de 2002
| Candidat       | Candidat                             | Parti            | Premier tour | Premier tour | Second tour | Second tour |  |
| Candidat       | Candidat                             | Parti            | Voix         | %            | Voix        | %           |  |
| -------------- | ------------------------------------ | ---------------- | ------------ | ------------ | ----------- | ----------- |  |
|                | Dominique Strauss-Kahn sortant réélu | PS               | 9 259        | 38,61        | 11 911      | 55,01       |  |
|                | Sophie Jacquest                      | UDF              | 4 065        | 16,95        | 9 741       | 44,99       |  |
|                | Réjane Doré                          | FN               | 3 480        | 14,51        |             |             |  |
|                | Romana Navarre                       | UMP              | 2 350        | 9,8          |             |             |  |
|                | Francis Parny                        | PCF              | 1 366        | 5,7          |             |             |  |
|                | Ahmed Guenad                         | Divers droite    | 820          | 3,42         |             |             |  |
|                | Dieudonné M'Bala M'Bala              | Divers           | 523          | 2,18         |             |             |  |
|                | Franck Verrecchia                    | Les Verts        | 475          | 1,98         |             |             |  |
|                | Rachid Adda                          | Pôle républicain | 275          | 1,15         |             |             |  |
|                | Joël Holin                           | Divers gauche    | 258          | 1,08         |             |             |  |
|                | Rosario Elia                         | LCR              | 241          | 1,01         |             |             |  |
|                | Daniel Toussaint                     | MPF              | 189          | 0,79         |             |             |  |
|                | Mourad Boughanda                     | Divers gauche    | 184          | 0,77         |             |             |  |
|                | Mohamed El Marbati                   | LO               | 169          | 0,7          |             |             |  |
|                | Guy Pellegrino                       | GÉ               | 93           | 0,39         |             |             |  |
|                | Corinne Moign                        | S&P              | 70           | 0,29         |             |             |  |
|                | Jean-Patrick Isambert                | Divers gauche    | 67           | 0,28         |             |             |  |
|                | Lucienne Bussy                       | CNIP             | 53           | 0,22         |             |             |  |
|                | Rita Hurtus                          | ND               | 43           | 0,18         |             |             |  |
|                |                                      |                  |              |              |             |             |  |
| Inscrits       | Inscrits                             | Inscrits         | 43 133       | 100,00       | 43 129      | 100,00      |  |
| Abstentions    | Abstentions                          | Abstentions      | 18 727       | 43,42        | 20 653      | 47,89       |  |
| Votants        | Votants                              | Votants          | 24 406       | 56,58        | 22 476      | 52,11       |  |
| Blancs et nuls | Blancs et nuls                       | Blancs et nuls   | 426          | 1,75         | 824         | 3,67        |  |
| Exprimés       | Exprimés                             | Exprimés         | 23 980       | 98,25        | 21 652      | 96,33       |  |

La suppléante de Dominique Strauss-Kahn était Raymonde Le Texier. Raymonde Le Texier est élue sénatrice le 26 septembre 2004.

### Élections de 2007
Les élections législatives françaises de 2007 ont eu lieu les dimanches 10 et 17 juin 2007.
| Candidat                          | Candidat                             | Parti                | Premier tour | Premier tour | Second tour | Second tour |  |
| Candidat                          | Candidat                             | Parti                | Voix         | %            | Voix        | %           |  |
| --------------------------------- | ------------------------------------ | -------------------- | ------------ | ------------ | ----------- | ----------- |  |
|                                   | Sylvie Noachovitch                   | UMP                  | 9 136        | 37,37        | 11 363      | 44,53       |  |
|                                   | Dominique Strauss-Kahn sortant réélu | PS                   | 9 046        | 37,00        | 14 154      | 55,47       |  |
|                                   | Roger Eliman                         | FN                   | 978          | 4,00         |             |             |  |
|                                   | Francis Parny                        | PCF                  | 874          | 3,57         |             |             |  |
|                                   | Jean-Michel Cadiot                   | UDF–MoDem            | 812          | 3,32         |             |             |  |
|                                   | Boualem Snaoui                       | Divers               | 735          | 3,01         |             |             |  |
|                                   | Rachid Adda                          | Divers gauche (MRC)  | 659          | 2,70         |             |             |  |
|                                   | Philippe Guegdes                     | Extrême gauche (LCR) | 531          | 2,17         |             |             |  |
|                                   | Chantal Gourinel                     | Les Verts            | 334          | 1,37         |             |             |  |
|                                   | Farid Saidani                        | Divers gauche        | 324          | 1,33         |             |             |  |
|                                   | Patricia Plisson                     | MPF                  | 313          | 1,28         |             |             |  |
|                                   | Claude Ribbe                         | Divers               | 308          | 1,26         |             |             |  |
|                                   | Marie-Christine Jalladaud            | Divers écologiste    | 133          | 0,54         |             |             |  |
|                                   | Mohamed El Marbati                   | Extrême gauche (LO)  | 124          | 0,51         |             |             |  |
|                                   | Jimmy Mulot                          | Divers écologiste    | 108          | 0,44         |             |             |  |
|                                   | Faroudja Taieb                       | Divers               | 34           | 0,14         |             |             |  |
|                                   |                                      |                      |              |              |             |             |  |
| Inscrits                          | Inscrits                             | Inscrits             | 48 848       | 100,00       | 48 838      | 100,00      |  |
| Abstentions                       | Abstentions                          | Abstentions          | 23 989       | 49,11        | 22 750      | 46,58       |  |
| Votants                           | Votants                              | Votants              | 24 859       | 50,89        | 26 088      | 53,42       |  |
| Blancs et nuls                    | Blancs et nuls                       | Blancs et nuls       | 410          | 1,65         | 571         | 2,19        |  |
| Exprimés                          | Exprimés                             | Exprimés             | 24 449       | 98,35        | 25 517      | 97,81       |  |
| Source : Ministère de l'Intérieur |                                      |                      |              |              |             |             |  |

### Élection partielle de 2007
Compte tenu de sa désignation comme directeur général du Fonds monétaire international, Dominique Strauss-Kahn a démissionné de son mandat de député de la huitième circonscription du Val-d'Oise. Des élections législatives partielles sont donc organisées les 9 et 16 décembre 2007.
Le premier tour est marqué par un fort taux d'abstention de 74,94 %. Le candidat socialiste, maire de Sarcelles et ex-suppléant de Strauss-Kahn, François Pupponi arrive en tête avec 38,83 % des suffrages et 138 voix d'avance sur la candidate UMP Sylvie Noachovitch qui obtient 37,43 %. Le candidat du Front national obtient 7,47 % (contre 4 % en juin), celui du Parti communiste obtient 6,03 % (contre 3,57 % en juin) et celui du MoDem est en léger recul.
François Pupponi est élu au second tour avec 54,36 % des voix. L'abstention, un peu moindre qu'au premier tour, a été de 69,35 %
Sylvie Noachovitch a saisi le Conseil constitutionnel de cette élection partielle (l'affaire est pendante).
| Candidat                          | Candidat             | Parti          | Premier tour | Premier tour | Second tour | Second tour |  |
| Candidat                          | Candidat             | Parti          | Voix         | %            | Voix        | %           |  |
| --------------------------------- | -------------------- | -------------- | ------------ | ------------ | ----------- | ----------- |  |
|                                   | François Pupponi élu | PS             | 4 659        | 38,83        | 7 916       | 54,27       |  |
|                                   | Sylvie Noachovitch   | UMP            | 4 491        | 37,43        | 6 669       | 45,73       |  |
|                                   | Jean-Michel Dubois   | FN             | 896          | 7,47         |             |             |  |
|                                   | Francis Parny        | PCF            | 724          | 6,03         |             |             |  |
|                                   | Rachid Adda          | MRC            | 376          | 3,13         |             |             |  |
|                                   | Jean-Michel Cadiot   | MoDem          | 365          | 3,04         |             |             |  |
|                                   | Philippe Guegdes     | LCR            | 298          | 2,48         |             |             |  |
|                                   | Chantal Gourinel     | Les Verts      | 188          | 1,57         |             |             |  |
|                                   |                      |                |              |              |             |             |  |
| Inscrits                          | Inscrits             | Inscrits       | 48 603       | 100,00       | 48 603      | 100,00      |  |
| Abstentions                       | Abstentions          | Abstentions    | 36 421       | 74,94        | 33 695      | 69,33       |  |
| Votants                           | Votants              | Votants        | 12 182       | 25,06        | 14 908      | 30,67       |  |
| Blancs et nuls                    | Blancs et nuls       | Blancs et nuls | 185          | 1,52         | 323         | 2,17        |  |
| Exprimés                          | Exprimés             | Exprimés       | 11 997       | 98,48        | 14 585      | 97,83       |  |
| Source : Ministère de l'Intérieur |                      |                |              |              |             |             |  |

### Élections de 2012
| Candidat       | Candidat                       | Parti                   | Premier tour | Premier tour | Second tour | Second tour |
| Candidat       | Candidat                       | Parti                   | Voix         | %            | Voix        | %           |
| -------------- | ------------------------------ | ----------------------- | ------------ | ------------ | ----------- | ----------- |
|                | François Pupponi sortant réélu | PS                      | 10 997       | 50,22        | 14 169      | 66,30       |
|                | Marie-France Blanchet          | UMP                     | 4 903        | 22,39        | 7 201       | 33,70       |
|                | Michel Thooris                 | FN                      | 2 298        | 10,50        |             |             |
|                | Francis Parny                  | FG (PCF)                | 1 669        | 7,62         |             |             |
|                | Boualem Snaoui                 | Extrême gauche (FASE)   | 505          | 2,31         |             |             |
|                | Armand Atonga                  | EÉLV                    | 493          | 2,25         |             |             |
|                | Benoit Jimenez                 | MoDem                   | 484          | 2,21         |             |             |
|                | Nils Lefevre                   | Extrême gauche (NPA)    | 143          | 0,65         |             |             |
|                | Samuel Gulaydin                | Divers écologiste (AÉI) | 132          | 0,60         |             |             |
|                | Jean-Claude Bon                | Extrême gauche (LO)     | 129          | 0,59         |             |             |
|                | Louis Elad Chakrina            | PRV                     | 75           | 0,34         |             |             |
|                | Thierry Guizonne               | Divers droite (PCD)     | 68           | 0,31         |             |             |
|                |                                |                         |              |              |             |             |
| Inscrits       | Inscrits                       | Inscrits                | 52 042       | 100,00       | 52 042      | 100,00      |
| Abstentions    | Abstentions                    | Abstentions             | 29 675       | 57,02        | 29 860      | 57,38       |
| Votants        | Votants                        | Votants                 | 22 367       | 42,98        | 22 182      | 42,62       |
| Blancs et nuls | Blancs et nuls                 | Blancs et nuls          | 471          | 2,11         | 812         | 3,66        |
| Exprimés       | Exprimés                       | Exprimés                | 21 896       | 97,89        | 21 370      | 96,34       |

### Élections de 2017
|                                                                            |                                                                                   |                           |                           |                          |                          |
|                                                                            |                                                                                   | Premier tour 11 juin 2017 | Premier tour 11 juin 2017 | Second tour 18 juin 2017 | Second tour 18 juin 2017 |
|                                                                            |                                                                                   |                           |                           |                          |                          |
|                                                                            |                                                                                   | Nombre                    | % des inscrits            | Nombre                   | % des inscrits           |
| Inscrits                                                                   | Inscrits                                                                          | 54 551                    | 100,00                    | 54 554                   | 100,00                   |
| Abstentions                                                                | Abstentions                                                                       | 37 046                    | 67,91                     | 37 681                   | 69,07                    |
| Votants                                                                    | Votants                                                                           | 17 505                    | 32,09                     | 16 873                   | 30,93                    |
|                                                                            |                                                                                   |                           | % des votants             |                          | % des votants            |
| Bulletins blancs                                                           | Bulletins blancs                                                                  | 438                       | 2,50                      | 859                      | 5,09                     |
| Bulletins nuls                                                             | Bulletins nuls                                                                    | 196                       | 1,12                      | 434                      | 2,57                     |
| Suffrages exprimés                                                         | Suffrages exprimés                                                                | 16 871                    | 96,38                     | 15 580                   | 92,34                    |
|                                                                            |                                                                                   |                           |                           |                          |                          |
| Candidat Étiquette politique (partis et alliances)                         | Candidat Étiquette politique (partis et alliances)                                | Voix                      | % des exprimés            | Voix                     | % des exprimés           |
|                                                                            |                                                                                   |                           |                           |                          |                          |
|                                                                            | François Pupponi (député sortant) Parti socialiste                                | 6 474                     | 38,37                     | 10 252                   | 65,80                    |
|                                                                            | Samy Debah Sans étiquette                                                         | 2 352                     | 13,94                     | 5 328                    | 34,20                    |
|                                                                            | Pamela Hocini La France insoumise                                                 | 2 035                     | 12,06                     |                          |                          |
|                                                                            | Tifanny Alleau Front national                                                     | 1 944                     | 11,52                     |                          |                          |
|                                                                            | Chantal Grolier Union des démocrates et indépendants (Les Républicains)           | 1 844                     | 10,93                     |                          |                          |
|                                                                            | Mohammed Farid Parti communiste français                                          | 481                       | 2,85                      |                          |                          |
|                                                                            | Jean-Didier Dossou Divers                                                         | 409                       | 2,42                      |                          |                          |
|                                                                            | Laëtitia Zidée Europe Écologie Les Verts                                          | 324                       | 1,92                      |                          |                          |
|                                                                            | Marie-Laure Yapi Divers (Union populaire républicaine)                            | 230                       | 1,36                      |                          |                          |
|                                                                            | Adhal Bara Divers (À nous la démocratie !)                                        | 173                       | 1,03                      |                          |                          |
|                                                                            | Pierre Valesa Écologiste (Alliance écologiste indépendante)                       | 170                       | 1,01                      |                          |                          |
|                                                                            | Rémi Gajdos Lutte ouvrière                                                        | 145                       | 0,86                      |                          |                          |
|                                                                            | Aysenur Catakli Divers (Parti égalité et justice)                                 | 117                       | 0,69                      |                          |                          |
|                                                                            | Farid Saidani Écologiste                                                          | 90                        | 0,53                      |                          |                          |
|                                                                            | Navaz Mouhamadaly Écologiste (Confédération pour l'homme, l'animal et la planète) | 83                        | 0,49                      |                          |                          |
| Source : Ministère de l'Intérieur - Huitième circonscription du Val-d'Oise |                                                                                   |                           |                           |                          |                          |

### Élections de 2022
Les élections législatives françaises de 2022 se déroulent les dimanches 12 et 19 juin 2022.
|                                                    |                                                                       |                           |                           |                          |                          |
|                                                    |                                                                       | Premier tour 12 juin 2022 | Premier tour 12 juin 2022 | Second tour 19 juin 2022 | Second tour 19 juin 2022 |
|                                                    |                                                                       |                           |                           |                          |                          |
|                                                    |                                                                       | Nombre                    | % des inscrits            | Nombre                   | % des inscrits           |
| Inscrits                                           | Inscrits                                                              | 54 509                    | 100                       | 54 531                   | 100                      |
| Abstentions                                        | Abstentions                                                           | 36 566                    | 67,08                     | 35 353                   | 64,83                    |
| Votants                                            | Votants                                                               | 17 943                    | 32,92                     | 19 178                   | 35,17                    |
|                                                    |                                                                       |                           | % des votants             |                          | % des votants            |
| Bulletins blancs                                   | Bulletins blancs                                                      | 354                       | 1,97                      | 603                      | 3,14                     |
| Bulletins nuls                                     | Bulletins nuls                                                        | 129                       | 0,72                      | 296                      | 1,54                     |
| Suffrages exprimés                                 | Suffrages exprimés                                                    | 17 460                    | 97,31                     | 18 279                   | 95,31                    |
|                                                    |                                                                       |                           |                           |                          |                          |
| Candidat Étiquette politique (partis et alliances) | Candidat Étiquette politique (partis et alliances)                    | Voix                      | % des exprimés            | Voix                     | % des exprimés           |
|                                                    |                                                                       |                           |                           |                          |                          |
|                                                    | Carlos Martens Bilongo Nouvelle Union populaire écologique et sociale | 6 485                     | 37,14                     | 11 282                   | 61,72                    |
|                                                    | François Pupponi* Ensemble                                            | 4 263                     | 24,42                     | 6 997                    | 38,28                    |
|                                                    | Véronique Mérienne Rassemblement national                             | 1 998                     | 11,44                     |                          |                          |
|                                                    | Patrick Angrevier Union des démocrates et indépendants                | 1 499                     | 8,59                      |                          |                          |
|                                                    | Farouk Zaoui Divers gauche                                            | 807                       | 4,62                      |                          |                          |
|                                                    | Muriel Gautherin Reconquête                                           | 574                       | 3,29                      |                          |                          |
|                                                    | Shaïstah Raja Divers gauche                                           | 545                       | 3,12                      |                          |                          |
|                                                    | Daniel Auguste Divers gauche                                          | 438                       | 2,51                      |                          |                          |
|                                                    | Zaki Amani Union des démocrates musulmans français                    | 291                       | 1,67                      |                          |                          |
|                                                    | Haissata Camara Divers gauche                                         | 195                       | 1,12                      |                          |                          |
|                                                    | Marina Prudhomme Parti animaliste                                     | 178                       | 1,02                      |                          |                          |
|                                                    | Rémi Gajdos Lutte ouvrière                                            | 158                       | 0,90                      |                          |                          |
|                                                    | Efatt Toor Divers gauche                                              | 29                        | 0,17                      |                          |                          |
| * Député sortant                                   |                                                                       |                           |                           |                          |                          |

### Élections de 2024
Député sortant : Carlos Martens Bilongo (La France insoumise).
| Candidat                 | Candidat                 | Parti et coalition       | Nuance                   | Premier tour | Premier tour |
| Candidat                 | Candidat                 | Parti et coalition       | Nuance                   | Voix         | %            |
| ------------------------ | ------------------------ | ------------------------ | ------------------------ | ------------ | ------------ |
|                          | Carlos Martens Bilongo   | LFI (NFP)                | UG                       | 17 386       | 58,27        |
|                          | Thierry Fouchereau       | RN                       | RN                       | 5 840        | 19,57        |
|                          | Ramzi Zinaoui            | UDI (ENS)                | UDI                      | 3 293        | 11,04        |
|                          | Jules Angrevier          | LR                       | LR                       | 1 961        | 6,57         |
|                          | Louisa Varela            | REC                      | REC                      | 503          | 1,69         |
|                          | Malika Kherfi            | AC (LC)                  | DVC                      | 451          | 1,51         |
|                          | Rémi Gajdos              | LO                       | LO                       | 404          | 1,35         |
|                          | Jean-Baptiste Tondu      | NPA-R                    | EXG                      | 0            | 0,00         |
|                          |                          |                          |                          |              |              |
| Suffrages exprimés       | Suffrages exprimés       | Suffrages exprimés       | Suffrages exprimés       | 29 838       | 95,66        |
| Votes blancs             | Votes blancs             | Votes blancs             | Votes blancs             | 593          | 1,90         |
| Votes nuls               | Votes nuls               | Votes nuls               | Votes nuls               | 762          | 2,44         |
| Total                    | Total                    | Total                    | Total                    | 24 573       | 100          |
| Abstention               | Abstention               | Abstention               | Abstention               | 31 193       | 44,06        |
| Inscrits / participation | Inscrits / participation | Inscrits / participation | Inscrits / participation | 55 766       | 55,94        |